# EU-Russland Forum
Das EU-Russland Forum war von 2000 bis 2009 ein Podium für den Dialog und die politische Interaktion zwischen der Europäischen Union und Russland. Es wurde unterstützt von der EU-Kommission, der russischen Präsidialadministration sowie europäischen Forschungseinrichtungen. Durchgeführt wurde das Forum von der Deutschen Gesellschaft für Auswärtige Politik e.V. (kurz DGAP).

## Geschichte
Ab der Auftaktveranstaltung des EU-Russland Forums im Januar 2000 in Berlin fand die Veranstaltung ein- bis zweimal jährlich an wechselnden Orten in Europa statt. Im Rahmen der Veranstaltungen diskutierten Fachleute aus Politik, Wirtschaft, Wissenschaft und Gesellschaft über das politische und ökonomische Wechselspiel der EU-Staaten und Russlands. Dabei ging es um Fragen der Außen-, Sicherheits- und Energiepolitik ebenso wie politische, wirtschaftliche und kulturelle Hintergrundthemen. Die einzelnen Veranstaltungen zielten auf eine grundlegende Verständigung angesichts vorhandener Kooperationsformen und wechselseitiger Abhängigkeit zwischen der EU und Russland.
Wolfgang Clement wurde 2008 Vorsitzender des EU-Russland Forums.
Unter den namhaften Diskussionsteilnehmern waren u. a. Javier Solana (Hoher Vertreter für die Gemeinsame Außen- und Sicherheitspolitik der Europäischen Union), Benita Ferrero-Waldner (Kommissarin für Außenbeziehungen und europäische Nachbarschaftspolitik in der Europäischen Kommission), Sergei Karaganov (Vorsitzender des russischen Rates für Außen- und Verteidigungspolitik), Sergei Jastrschembski (früherer Berater des Präsidenten der Russischen Föderation), Gernot Erler (Staatsminister im Auswärtigen Amt) und Volker Rühe (Bundesminister der Verteidigung a. D.).

## Das EU-Russland Forum 2000 bis 2009
| Jahr | Thema                                                                                       | Ort                         |
| ---- | ------------------------------------------------------------------------------------------- | --------------------------- |
| 2000 | 1. EU-Russland Forum: „A New Security and Economic Dialogue between Russia and the EU“      | Berlin, Deutschland         |
| 2000 | 2. EU-Russland Forum                                                                        | Moskau, Russland            |
| 2000 | 3. EU-Russland Forum                                                                        | Berlin, Deutschland         |
| 2001 | 4. EU-Russland Forum: „Russia and the EU – can the Gap be bridged?“                         | Moskau, Russland            |
| 2001 | 5. EU-Russland Forum                                                                        | Wien, Österreich            |
| 2002 | 6. EU-Russland Forum                                                                        | Berlin, Deutschland         |
| 2002 | 7. EU-Russland Forum: „NATO-EU-Russia: Together Against New International Security Threats“ | Prag, Tschechische Republik |
| 2003 | 8. EU-Russland Forum: „Common European Policy: Challenges in the New World“                 | Rom, Italien                |
| 2004 | 9. EU-Russland Forum: „Common Foreign Policy Goals and Challenges for Russia and the EU“    | Berlin, Deutschland         |
| 2006 | 10. EU-Russland Forum: „Russia and the German EU-Presidency“                                | Berlin, Deutschland         |
| 2007 | 11. EU-Russland Forum: „Russia and the EU: Developing a Common Strategy“                    | Ljubljana, Slowenien        |
| 2007 | 12. EU-Russland Forum: „Russia and the EU: Responding to Global Competition Challenges“     | Lissabon, Portugal          |
| 2009 | 13. EU-Russland Forum: „The Current State of the EU-Russia Relations“                       | Berlin, Deutschland         |
| 2009 | 14. EU-Russland Forum: „Opportunities and Risks of the EU-Russia Relations“                 | Stockholm, Schweden         |